# Riccardo Revelant
Riccardo Revelant (fl. XX secolo) è stato un calciatore italiano, di ruolo difensore.

## Carriera
Dopo aver giocato nella Cormonese e nella Scaligera di Verona, città in cui si era trasferito per il servizio militare, passa alla Monfalconese C.N.T. con cui debutta in Serie B nella stagione 1929-1930; fino al 1933 disputa quattro campionati cadetti nei quali totalizza 72 presenze.
Nel 1933-1934 gioca nel Savoia di Torre Annunziata.
Nella stagione 1935-1936 disputa il campionato di Prima Divisione pugliese con il Matera.